# Biegi narciarskie na Zimowych Igrzyskach Olimpijskich 1956 – sztafeta kobiet
Bieg sztafetowy kobiet podczas Zimowych Igrzysk Olimpijskich 1956 w Cortinie d’Ampezzo został rozegrany 1 lutego. Wzięło w nim udział 27 zawodniczek z dziewięciu krajów. Mistrzostwo olimpijskie w tej konkurencji wywalczyła reprezentacja Finlandii w składzie: Sirkka Polkunen, Mirja Hietamies i Siiri Rantanen. 

## Wyniki
| Pozycja | Kraj                                                                     | Czas                      | Strata |
| ------- | ------------------------------------------------------------------------ | ------------------------- | ------ |
|         | Finlandia · Sirkka Polkunen · Mirja Hietamies · Siiri Rantanen           | 1:09,01 23:22 22:20 23:19 | -      |
|         | ZSRR · Lubow Kozyriewa · Alewtina Kołczina · Radja Jeroszyna             | 1:09,28 22:58 22:38 23:52 | +27    |
|         | Szwecja · Irma Johansson · Anna-Lisa Eriksson · Sonja Ruthström          | 1:09,48 24:10 23:36 22:02 | +47    |
| 4.      | Norwegia · Kjelfrid Brusveen · Gina Regland · Rakel Wahl                 | 1:10,50 23:42 24:03 23:05 | +1:49  |
| 5.      | Polska · Maria Gąsienica Bukowa · Józefa Czerniawska · Zofia Krzeptowska | 1:13,20 24:30 24:10 24:40 | +4:19  |
| 6.      | Czechosłowacja · Eva Benešová · Libuše Patočková · Eva Lauermanová       | 1:14,19 26:23 24:05 23:51 | +5:18  |
| 7.      | Niemcy · Elfriede Uhlig · Else Amann · Sonnhilde Hausschild              | 1:15,33 25:11             | +6:32  |
| 8.      | Włochy · Fides Romanin · Rita Bottero · Ildegarda Taffra                 | 1:16,11 25:44 25:23 25:04 | +7:10  |
| 9.      | Jugosławia · Amalija Belaj · Biserka Vodenlič · Nada Kustec              | 1:18,54 26:38 26:39 25:37 | +9:53  |
| DSQ     | Rumunia · Ștefania Botcariu · Elena Zangor · Iuliana Simon               | -                         | -      |